# 毗昙宗
毗昙宗，又称毗昙学派，为汉传佛教早期的学派，为讲习说一切有部阿毗昙义学而著名。研習、講授相關學問的僧人，被稱為毗曇師，南北朝時又稱為數家、數人。

## 歷史
最早傳入漢地的說一切有部經典是東漢安世高譯《阿毘曇五法行經》、《道地經》，曹魏時代譯《阿毘曇甘露味論》，西晉竺法護譯《修行道地經》；有系統的傳譯始於東晉與十六國時期，符秦僧伽提婆共竺佛念譯《阿毘曇八犍度論》，符秦僧伽跋澄譯《鞞婆沙論》（14卷），北涼浮陀跋摩共道泰等譯《阿毘曇毘婆沙論》（存60卷），東晉僧伽提婆共慧遠譯《阿毘曇心論》，東晉佛陀跋陀羅譯《修行方便禪經》；後來南北朝時期，譯出《眾事分阿毘曇論》，劉宋僧伽跋摩等譯《雜阿毘曇心論》，高齊那連提耶舍譯《阿毘曇心論經》。
南北朝時《十誦律》曾流行於江南地區，僧侶學習說一切有部的論典，在當時極為興盛，被稱為毗曇宗，又稱因緣宗。研習毗曇最著名的是梁代的慧集，弟子僧旻、法雲；與慧集同時，在北方講習毗曇的，以慧嵩、志念最著名。
直至唐朝玄奘重译《俱舍论》后，毗昙学派渐衰，被俱舍宗所吸收。

## 學風
毗昙学派主要学说为世间第一法。根据说一切有部诸论义旨，以四谛组织一切法义，并阐明我空法有及法由缘生而有自性之义。